# Hartmut Eggert

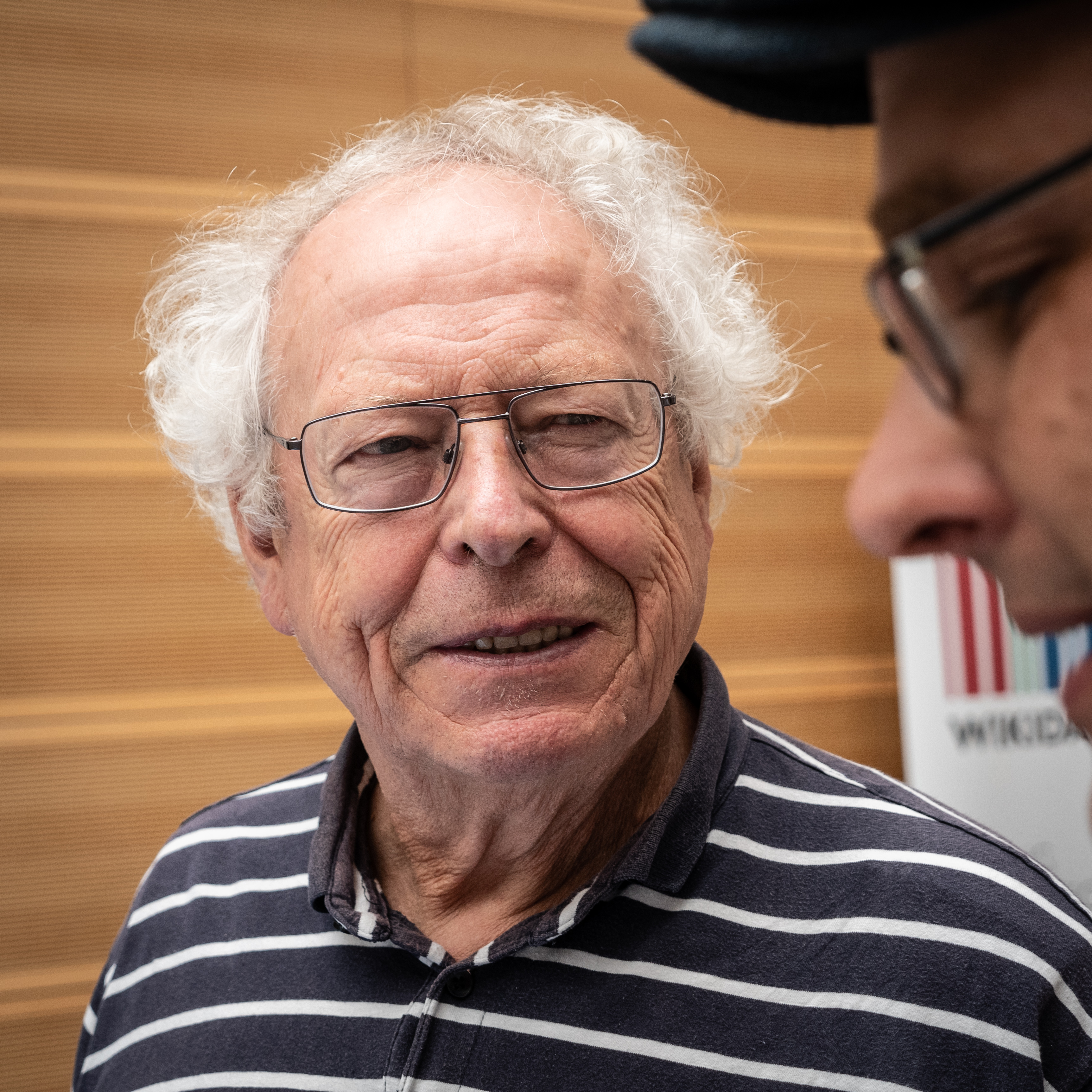
Hartmut Eggert, 2019

Hartmut Eggert (* 31. Mai 1937 in Essen) ist ein deutscher Literaturwissenschaftler, Leseforscher und emeritierter Hochschullehrer.

## Leben und Wirken
Hartmut Eggert studierte Germanistik und Geographie an der Universität Freiburg und an der Freien Universität Berlin. 1964/1965 arbeitete er in den Vereinigten Staaten von Amerika als Lektor an der University of Florida. Von 1965 bis 1967 war er Referendar und Assessor in Berlin, 1970 wurde er mit einer Arbeit zum deutschen historischen Roman zum Dr. phil. promoviert.
Von 1969 bis 1971 war er als wissenschaftlicher Assistent, von 1972 bis 1977 als Assistenzprofessor für Literaturdidaktik am Germanischen Seminar der FU tätig. Dort initiierte er 1970 das Forschungsteam „Eggert/Berg/Rutschky: Bildungsprozesse im Literaturunterricht der Sekundarstufe“. Von 1971 bis 1975 arbeitete er außerdem am Projekt Romantheorie bei Eberhard Lämmert mit.
1975 habilitierte er sich für Neuere deutsche Philologie und Didaktik des Deutschunterrichts.
Von 1978 bis 1980 war er Studienrat an der Schulfarm Insel Scharfenberg. Er wirkte zudem von 1980 bis 1983 als Mitherausgeber der Zeitschrift Deutschunterricht. 1981 wurde er am Institut für Deutsche und Niederländische Philologie der Freien Universität Berlin Professor für Neuere deutsche Literatur mit dem Schwerpunkt Literarische Sozialisation. Von 1999 bis 2001 war er geschäftsführender Direktor des Instituts. Er hatte Gastprofessuren an der Universität Peking (1983/1984 und 1987) und an der Jawaharlal Nehru University in New Delhi (2004).
1992 bis 2005 war er Koordinator der Germanistischen Institutspartnerschaft des MOE-Programmes des DAAD für die Freie Universität Berlin, die Maria-Curie-Skłodowska-Universität Lublin und die Katholische Universität Lublin Johannes Paul II.
2004 bis 2008 war er Mitbegründer des Zentrums für Deutschlandstudien an der Universität Peking. 2001 war er Koordinator des Internationalen Alfred-Döblin-Kolloquiums in Berlin. Vortragsreisen führten ihn nach Brasilien, China, Polen, Südafrika, Thailand und in die Vereinigten Staaten.
2002 wurde er emeritiert.
Zu seinen Forschungsschwerpunkten gehören die deutsche Literatur seit dem 18. Jahrhundert, insbesondere die Romantheorie, die literarische Sozialisation, die Didaktik des Literaturunterrichts und die Leseforschung.

## Mitgliedschaften
- 1984–2001: Mitglied in Ausschüssen zur Lektorenauswahl des DAAD
- 1985–2002: Vorsitzender des Trägervereins des Literaturhauses Berlin
- 1994–2002: Mitglied des Beirats Germanistik des DAAD
- 1995–2004: Mitbegründer des Schwerpunktes Lesesozialisation der Deutschen Forschungsgemeinschaft
- 1998–2002: Mitglied des Auswahlausschusses der Studienstiftung des Abgeordnetenhauses von Berlin

## Auszeichnungen
Hartmut Eggert erhielt Mitte der 1990er Jahre die Ehrenmedaille der Maria-Curie-Skłodowska-Universität Lublin und 2002 die Verdienstmedaille der Katholischen Universität Lublin.
Nach seiner Emeritierung wurde er zum Ehrenprofessor der Maria-Curie-Skłodowska-Universität ernannt. Er ist Ehrenmitglied des polnischen Germanistenverbandes.

## Schriften (Auswahl)
- Studien zur Wirkungsgeschichte des deutschen historischen Romans 1850–1875. Dissertation. Freie Universität Berlin 1970. Klostermann, Frankfurt am Main 1971, DNB 720019915.
- mit Hans Christoph Berg, Michael Rutschky: Schüler im Literaturunterricht. Ein Erfahrungsbericht. Kiepenheuer & Witsch, Köln 1975, ISBN 978-3-462-01081-7.
- Mitautor und Herausgeber mit Michael Rutschky: Literarisches Rollenspiel in der Schule. Quelle & Meyer, Heidelberg 1978, ISBN 978-3-494-00922-3.
- mit Christine Garbe, Irmela Marei Krüger-Fürhoff, Michael Kumpfmüller: Literarische Intellektualität in der Mediengesellschaft. Empirische Vergewisserungen über Veränderungen kultureller Praktiken. Unter Mitarbeit von Holger Mehlig. Juventa, Weinheim/München 2000, ISBN 978-3-7799-1347-4.
- mit Christine Garbe: Literarische Sozialisation. Metzler, Stuttgart/Weimar 1995, ISBN 978-3-476-10287-4. 2. Auflage 2003, ISBN 978-3-476-12287-2.
- Alfred Döblin und die Berliner Literaturszene. Eine Topographie zwischen „Altem“ und „Neuem“ Westen. In: Matthias Harder, Almut Hille (Hrsg.): „Weltfabrik Berlin“. Eine Metropole als Sujet der Literatur. Studien zu Literatur und Landeskunde. Königshausen & Neumann, Würzburg 2006, ISBN 978-3-8260-3245-5, S. 83–98 (eingeschränkte Vorschau in der Google-Buchsuche).
- Abriss der Geschichte der Germanistik an der Freien Universität Berlin. In: Karol Kubicki, Siegward Lönnendonker (Hrsg.): Religionswissenschaft, Judaistik, Islamwissenschaft und Neuere Philologien an der Freien Universität Berlin. V&R unipress, Göttingen 2012, ISBN 978-3-89971-954-3, S. 99–146 (online).

Herausgeberschaft
- mit Eberhard Lämmert, Karl-Heinz Hartmann et al.: Romantheorie. Dokumentation ihrer Geschichte in Deutschland. 2 Bände. Kiepenheuer & Witsch, Köln ISBN 978-3-445-03075-7.

Teil 1: 1620–1880. 1971, ISBN 978-3-462-00789-3.
Teil 2: Seit 1880. 1975, ISBN 978-3-462-01061-9.
- mit Michael Rutschky, Heinz Bonorden: Literarisches Rollenspiel in der Schule. Quelle & Meyer, Heidelberg 1978, ISBN 978-3-494-00922-3.
- mit Barbara Kremer-Mansel, Johannes Schrimpf, Gerd Stein: Westermann-Texte Deutsch. Lesebuch für die Sekundarstufe I. 4 Bände (Klasse 7–10) und Lehrerbände. Westermann, Braunschweig 1978/1979.
- mit Ulrich Profitlich, Klaus R. Scherpe: Geschichte als Literatur. Formen und Grenzen der Repräsentation von Vergangenheit. Metzler, Stuttgart 1990, ISBN 978-3-476-00736-0.
- mit Erhard Schütz, Peter Sprengel: Faszination des Organischen. Konjunkturen einer Kategorie der Moderne. Iudicium, München 1995, ISBN 978-3-89129-228-0.
- mit Janusz Golec: „… wortlos der Sprache mächtig“ Schweigen und Sprechen in der Literatur und sprachlicher Kommunikation. Metzler, Stuttgart/Weimar 1999, ISBN 978-3-476-45208-5.
- mit Janusz Golec (Hrsg.): Tabu und Tabubruch. Literarische und sprachliche Strategien im 20. Jahrhundert. Deutsch-polnisches Symposium 2000 in Lublin. Metzler, Stuttgart/Weimar 2002, ISBN 978-3-476-45292-4.
- mit Gabriele Prauß: Internationales Alfred-Döblin-Kolloquium. Berlin 2001 (= Jahrbuch für Internationale Germanistik. Reihe A: Kongressberichte. Band 69). Lang, Bern u. a. 2003, ISBN 978-3-906768-72-4.